# Tarsius sangirensis
Tarsius sangirensis là một loài động vật có vú trong họ Tarsiidae, bộ Linh trưởng. Loài này được Meyer mô tả năm 1897.